# Reugny (Indre y Loira)
 Reugny  es una población y comuna francesa, situada en la región de  Centro, departamento de Indre y Loira, en el distrito de Tours y cantón de Vouvray.

## Demografía
| 1009 | 947 | 878 | 1181 | 1289 | 1416 |
| Para los censos de 1962 a 1999 la población legal corresponde a la población sin duplicidades (Fuente: INSEE [Consultar]) |     |     |      |      |      |